# Íslenski listinn
Íslenski listinn lista as 20 primeiras músicas da Islândia. A lista é atualizada semanalmente. A lista de final de ano contém as 50 primeiras músicas do ano. A lista foi publicada por muitas mídias ao longo dos anos, como jornais, televisão e rádio, e atualmente é hospedada pela estação de rádio FM 957, que pertence à 365 miðlar.

## História
A lista de Íslenski e seu nome atual foram anunciados pela primeira vez no jornal DV em janeiro de 1993. A lista era uma cooperação entre a DV, a estação radio Bylgjan e a Coca-Cola Islândia. A parada lista as 20 primeiras músicas da Islândia e publicada toda quinta-feira em um segmento musical especial do jornal. Então, na quinta-feira à noite, as músicas tocavam no rádio em um programa de rádio especial de três horas em Bylgjan. O primeiro programa de rádio foi apresentado por Jón Axel Ólafsson.